# Plecoptera trimaculata
Plecoptera trimaculata är en fjärilsart som beskrevs av George Francis Hampson 1897. Plecoptera trimaculata ingår i släktet Plecoptera och familjen nattflyn. Inga underarter finns listade i Catalogue of Life.